# Enseignement secondaire en Belgique
 (août 2021).
La mise en forme du texte ne suit pas les recommandations de Wikipédia : il faut le « wikifier ».
Les points d'amélioration suivants sont les cas les plus fréquents. Le détail des points à revoir est peut-être précisé sur la page de discussion.
- Les titres sont pré-formatés par le logiciel. Ils ne sont ni en capitales, ni en gras.
- Le texte ne doit pas être écrit en capitales (les noms de famille non plus), ni en gras, ni en italique, ni en « petit »…
- Le gras n'est utilisé que pour surligner le titre de l'article dans l'introduction, une seule fois.
- L'italique est rarement utilisé : mots en langue étrangère, titres d'œuvres, noms de bateaux, etc.
- Les citations ne sont pas en italique mais en corps de texte normal. Elles sont entourées par des guillemets français : « et ».
- Les listes à puces sont à éviter, des paragraphes rédigés étant largement préférés. Les tableaux sont à réserver à la présentation de données structurées (résultats, etc.).
- Les appels de note de bas de page (petits chiffres en exposant, introduits par l'outil «  Source ») sont à placer entre la fin de phrase et le point final[comme ça].
- Les liens internes (vers d'autres articles de Wikipédia) sont à choisir avec parcimonie. Créez des liens vers des articles approfondissant le sujet. Les termes génériques sans rapport avec le sujet sont à éviter, ainsi que les répétitions de liens vers un même terme.
- Les liens externes sont à placer uniquement dans une section « Liens externes », à la fin de l'article. Ces liens sont à choisir avec parcimonie suivant les règles définies. Si un lien sert de source à l'article, son insertion dans le texte est à faire par les notes de bas de page.
- La présentation des références doit suivre les conventions bibliographiques. Il est recommandé d'utiliser les modèles {{Ouvrage}}, {{Chapitre}}, {{Article}}, {{Lien web}} et/ou {{Bibliographie}}. Le mode d'édition visuel peut mettre en forme automatiquement les références.
- Insérer une infobox (cadre d'informations à droite) n'est pas obligatoire pour parachever la mise en page.

Pour une aide détaillée, merci de consulter Aide:Wikification.
Si vous pensez que ces points ont été résolus, vous pouvez retirer ce bandeau et améliorer la mise en forme d'un autre article.
L'enseignement secondaire en Belgique est le niveau d'enseignement obligatoire qui suit l'enseignement primaire. Il comporte en général 6 années d'études numérotées dans l'ordre de la 1re à la 6e et réparties au sein de trois degrés.
L'enseignement en Belgique est géré par les gouvernements des  communautés.
En 2016, le degré de scolarisation en Belgique est l'un des plus élevés d'Europe.

## Historique

### XIXesiècle
Dès la Constitution de 1831, la Belgique inscrit la liberté d'enseignement dans ses principes fondamentaux.

### XXesiècle
La politique de l'enseignement d'après-guerre est explicitement orientée vers l'élévation du niveau scolaire de la population et vers une démocratisation de l'enseignement.Les barrières financières à la scolarisation sont abolies. Les enseignements primaires et secondaires sont devenus gratuits et un vaste système d'allocations sociales et de bourses d'études est mis en place.
En 1976, la numérotation des six années de l'enseignement secondaire est inversée. Auparavant, l’on commençait ses humanités en 6e pour les terminer en 1re (rhétorique). Par la loi du 31 juillet 1975 parue au moniteur belge le 6 septembre 1975, cet ordre a été inversé et, depuis la rentrée scolaire de septembre 1976 de l'année scolaire 1976-77, l’on commence ses humanités en 1re pour les terminer en 6e (rhétorique).
Le 1er janvier 1989, les compétences de l'enseignement ont été transférées aux communautés. Une plus grande autonomie a été simultanément accordée aux écoles. Depuis le marché unique européen, les autorités européennes vont s'occuper davantage de la politique de l'enseignement. Cela se voit clairement dans les secteurs qui dépassent les frontières, tels que l'introduction de nouvelles technologies dans l'enseignement, l'attention accordée aux enfants d'immigrés, les chances égales pour garçons et filles, l'équivalence des diplômes et les programmes d'échange tels que Erasmus, Comenius, Lingua et Leonardo.

## Organisation actuelle
La politique de l'enseignement est élaborée aujourd'hui par les trois communautés. Deux groupes prennent les initiatives : le privé et le public. Ce dernier se compose des communes, des provinces et des communautés. Il existe quatre grands réseaux d'enseignement : l'enseignement organisé par la Fédération Wallonie-Bruxelles (FWB), l'enseignement libre subventionné confessionnel, en grande partie catholique, l'enseignement libre non confessionnel et l'enseignement officiel subventionné, qui est organisé par les provinces et les communes. Il existe également un réseau très minoritaire totalement privé ne recevant aucun subside et assimilé à l'enseignement à domicile, dont les programmes et les degrés sont décidés par le pouvoir organisateur qu'est l'autorité parentale. Tout parent a le droit de choisir ce type d'enseignement. Mis à part ce dernier cas, l'enseignement secondaire comprend trois degrés et commence à l'âge de 12 ans. Chaque degré compte deux années scolaires. La première année du premier degré est en principe commune à toutes les orientations d'étude. À partir de la deuxième année, les possibilités de choix deviennent plus nombreuses. En 5e et en 6e (rhétorique), l'option suivie par élève doit être strictement identique. L'enseignement secondaire comporte l'enseignement secondaire général, le secondaire technique, le secondaire artistique et le secondaire professionnel.

## Degrés

### Le degré inférieur, ou premier degré
Le premier degré est le cycle d’observation : la première année commune dite  1re C  (ou 1re année différenciée dite 1re D) + une 2e année commune (ou 2e année différenciée).
Pour obtenir le diplôme du premier degré, il faut que le candidat ait réussi sa 2e année [CE1D (Certificat d'Etude du 1er Degré)]. Pour ceux qui ne réussissent pas leur CE1D, ils vont en 2e année supplémentaire dite 2S.

### Le degré moyen, ou deuxième degré
Le degré moyen ou deuxième degré est constitué de la 3e et 4e année  de l’enseignement secondaire.
Pour obtenir le diplôme du second degré, l'étudiant doit avoir terminé la 4e année.

### Le degré supérieur, ou troisième degré
Le degré supérieur ou troisième degré est constitué de la 5e et de la 6e de l'enseignement général ou technique (et de la 7e année pour l'enseignement professionnel). 
La 5e année est parfois appelée Poésie tandis que la 6e est aussi appelée Rhétorique. 
Pour obtenir le  diplôme de l’enseignement secondaire supérieur (CESS) - le 3e degré - l’étudiant doit avoir réussi la 6e année de l’enseignement général, technique,  artistique, ou la 7e année de l'enseignement professionnel. Après avoir réussi une 6e année de l’enseignement professionnel, l’élève reçoit une attestation, mais pas de diplôme.

### Le quatrième degré
Le quatrième degré ne concerne que les études professionnelles complémentaires.

## Comparaison avec d'autres systèmes éducatifs
Cet article fait la comparaison entre le système d'éducation belge et d'autres systèmes éducatifs.